# Sastroides bimaculata
Sastroides bimaculata is een keversoort uit de familie bladkevers (Chrysomelidae). De wetenschappelijke naam van de soort werd in 1884 gepubliceerd door Martin Jacoby.